# Sint-Adalbertkerk (Libeň)

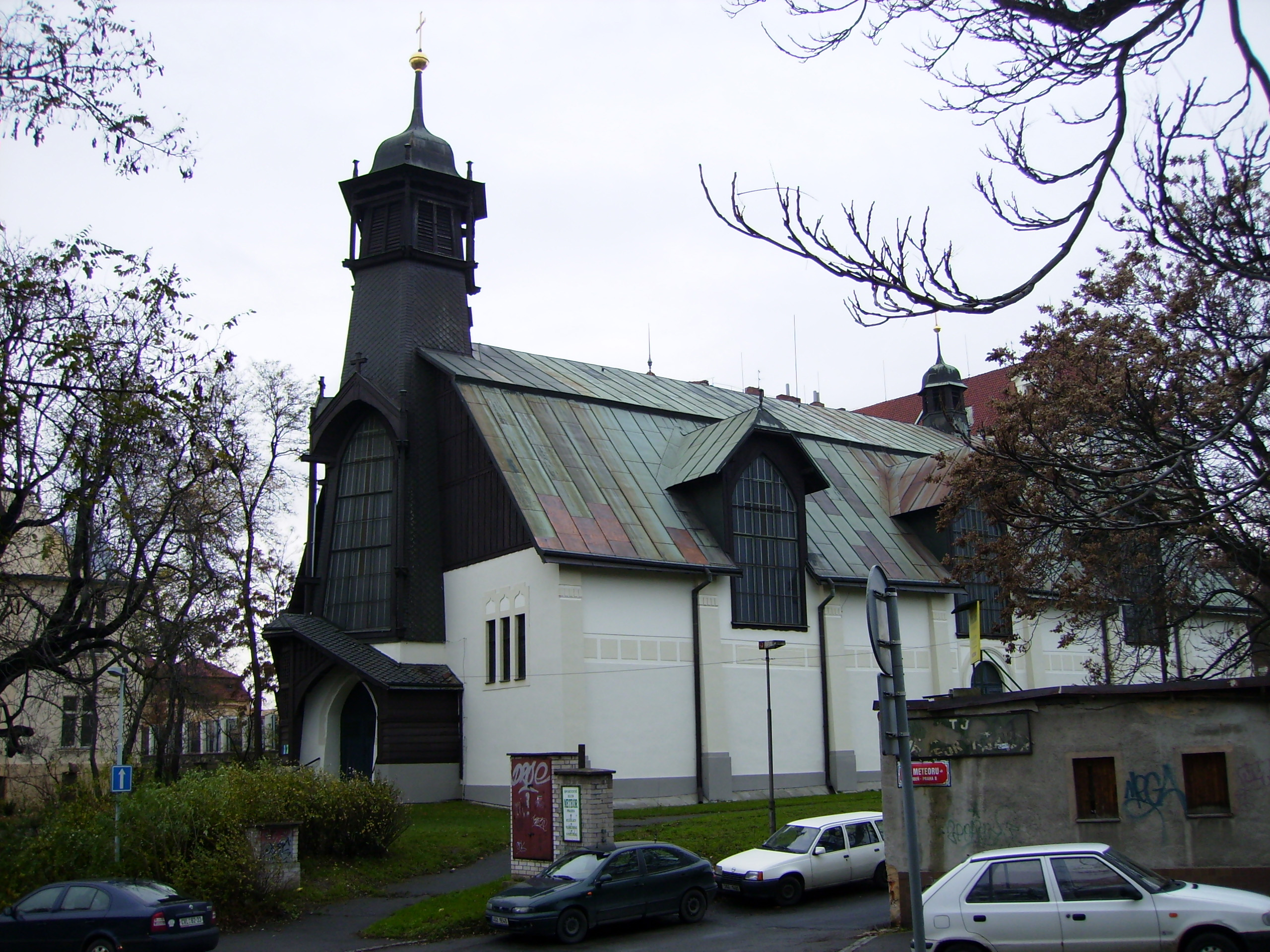
De Sint-Adalbertkerk

De Sint-Adalbertkerk (Tsjechisch: Kostel svatého Vojtěcha) is een rooms-katholieke kerk in de Tsjechische hoofdstad Praag. De bouw van het gebouw vond plaats in 1904 en 1905 naar ontwerp van de architect Emil Králíček. De kerk, genoemd naar de heilige Adalbert van Praag, bevindt zich in de wijk Libeň. De stijl van het kerkgebouw is jugendstil.